# Инапресс
«Инапресс» — петербургское книжное издательство, специализирующееся на художественной и гуманитарной литературе. Основано в 1993 г. прозаиком Александром Покровским (директор) и поэтом, редактором ленинградского отделения издательства «Советский писатель» Николаем Кононовым (главный редактор).
В числе выпущенных книг — переиздания классических произведений (Джонатан Свифт, Мигель де Сервантес, Лоренс Стерн), переводы, нередко первые, ключевых авторов модернизма (Лоренс Даррелл, Макс Жакоб, Генри Миллер, Марсель Пруст, Натали Саррот, Филипп Соллерс, Гертруда Стайн, Бруно Шульц и др.), поэзия (Максим Амелин, Владимир Аристов, Борис Божнев, Александр Миронов, Олеся Николаева, София Парнок, Елена Шварц и др.), мемуары (Михаил Ардов, Эмма Герштейн, Эрих Голлербах, Борис Кузин), интеллектуальный нон-фикшн (Константин Азадовский, Михаил Золотоносов, Александр Квятковский, Доминик Фернандес, Франсуа Фюре и др.). Начиная с 1994 г. в издательстве вышло более тридцати книг Александра Покровского, а также составленные им сборники в рамках серий «А. Покровский и братья» и «Люди в войсках». Выпускались журналы «Кабинет» (1998—2000, под редакцией В. Мазина) и «Русская проза» (2011—2013), а также один выпуск альманаха «Падающий Зиккурат» (1995, под редакцией О. Чухонцева). Всего издано около двух сотен книг.
В 1998 г. издательство удостоено премии «Северная Пальмира» в номинации «Книгоиздание».
В 2010-е гг. книг выходит все меньше, работа издательства фактически прекращена. В интервью «Радио „Свобода“» Кононов связал приостановку деятельности «ИНАПРЕСС» с кризисом системы книжной дистрибуции и распространением пиратства.

## Книжные серии
- «Бестселлер»: Поль Моран.
- «ИНАПРЕСС роман»: Ричард Уэстон Бургин, Геннадий Трифонов.
- «Кабинет: Картины мира»: Максим Амелин, Дмитрий Воденников, Михаил Золотоносов, Николай Кононов.
- «Мемуары»: Михаил Ардов.
- «Новое слово»: Сергей Надеев, Игорь Померанцев.
- «Писатель и литература»: Аделаида и Евгения Герцык, Эмма Герштейн, Лев Лунц, Борис Эйхенбаум.
- «Свидетели истории»: М. С. Альтман, Роберт Томас Вильсон, Жозеф де Местр, Наполеон, Артур Юнг.
- «Сказки для взрослых»: «Македонские эротические сказки».
- «Художник и литература»: Сергей Голлербах.
- «Цветы зла»: Пьетро Аретино, Ханс Бьеркегрен, Лоренс Даррелл, Пьер Дриё ла Рошель, Жан Жене, У. Б. Йейтс, Джек Керуак, Николай Кононов, Торгни Линдгрен, Норман Мейлер, Генри Миллер, Марсель Пруст, Франс Рош, Натали Саррот, Гертруда Стайн, Доминик Фернандес, А. Ф. Т. ван дер Хейден, Питер Хёг, Франсуаза Шандернагор, Ганс Гейнц Эверс, Черстин Экман.

## Отзывы
По словам поэта, издателя и журналиста Дмитрия Волчека, «ИНАПРЕСС» — «одно из лучших издательств России 90-х годов, выпускавшее великолепные книги». Высоко оценил работу издательства литературовед Глеб Морев, полагающий, что «качественно, да и количественно, издательство ИНАПРЕСС зарекомендовало себя с лучшей стороны». В то же время некоторые рецензенты обратили внимание на недостатки редактуры выпущенных книг (так, Михаил Эдельштейн, откликаясь на сборник писем Аделаиды и Евгении Герцык, отмечает, что «у рецензируемого издания редактора, судя по всему, не было вовсе») и несистематичность издания (например, нарушение последовательности томов при выпуске «Александрийского квартета» Лоренса Даррелла), вызывало замечания содержание издательских аннотаций.